# جعفر ولي باشا
جعفر ولي باشا سياسي ووزير مصري شركسي الأصل، كان من كبار مؤسّسي النادي الأهلي المصري وجمعية الإخاء الشركسية.وهو أول رئيس لاتحاد المصري لكرة القدم وكان ذلك عام 1921، ورابع رئيس للنادي الأهلي، شغل منصب وزير الأوقاف في حكومة عبد الخالق ثروت باشا عام 1922، ثم صار وزيراً للحربية في الحكومة الثانية لعبد الخالق ثروت عام 1927، وعاد ليشغل منصب وزير الأوقاف عام 1928 مع محمد محمود باشا.

## نشأته وتعليمه
ولد جعفر ولي باشا ابن ولي بيك حلمي في القاهرة سنة 1880، ونشأ بها، وتلقى تعليمه في المدرسة الناصرية والمدرسة الخديوية، في سنة 1903 تخرّج جعفر ولي في القسم الإنجليزي مدرسة الحقوق عام 1903 م، وكان أول خريجي ذلك القسم.

## الوظائف الحكومية
عُين ولي عقب تخرجه في النيابة العامة، ثم عُين سنة 1907 سكرتيرا بوزارة المالية ثم مفتشا فيها، ثم اختاره مستشار الداخلية الإنجليزي سكرتيرًا له سنة 1908، ثم عُيّن سكرتيرا لقسم الإدارة في وزارة الداخلية فوكيلا لوزارة الداخلية سنة 1918 م.

## المناصب الوزارية
في سنة 1919 اختير ولي باشا وزيرا للأوقاف في وزارة حسين رشدي باشا، ثم وزيرًا للمعارف العمومية في وزارة عدلي باشا الأولى سنة 1921 م ثم وزيرا للاوقاف للمرة الثانية في سنة 1922 جعفر وإلى باشا أختير عدة مرات من 26 إبريل 1927 في وزارتى ثروت باشا ثم النحاس باشا الأولى ثم في وزارة محمد محمود باشا الأولى . ممثلا عن حزب الأحرار الدستوريين والذي كان أحد مؤسّسيه وزعماءه ثم وزيراً للأوقاف في سنة 1928 م، كما رُشح جعفر والي باشا لرئاسة الوزراء عدّة مرات، إلا أن الحظ لم يحالفه، ولم يتمّ الإجماع على تعيينه.

## رعاية الرياضة
كان من كبار مؤسسي النادي الأهلي المصري سنة 1907 م، وقد ظل عضوا في لجنته العليا لعدة سنوات ثم انتُخب رئيسا للنادي منذ سنة 1923 م وحتى سنة 1930 م وكان له دور كبير في تطوير النادي وقد عمل على إشراك مصر في أولمبياد سنة 1920 م وفي أولمبياد سنة 1924 م، كما تولّى منصب وكيل اللجنة الاهلية للرياضة البدنية وأصبح رئيسا لها.

## جمعية الإخاء الشركسية
كان جعفر ولي باشا من كِبار مؤسّسي جمعية الإخاء الشركسية في القاهرة عام 1932 م ومن الشخصيات المصرية الشركسية الكبيرة التي كانت ترعى وفود الطلاب الشراكسة الملتحقين بالأزهر الشريف من مختلف البلدان المجاورة، وكان مُحبا للعلم والعلماء وقد جمع مكتبة كبيرة.

## وفاته
توفي جعفر ولي في القاهرة سنة 1943.